# 田和宏
田和 宏（たわ ひろし、1959年〈昭和34年〉10月2日 - ）は、日本の経済企画・内閣府官僚。

## 来歴
愛媛県松山市出身。愛光高等学校を経て、1984年（昭和59年）、東京大学経済学部を卒業し、経済企画庁へ入庁。
内閣府政策統括官（経済財政 - 経済社会システム担当）付参事官、経済社会総合研究所上席主任研究官、内閣府政策統括官（経済財政 - 景気判断・政策分析担当）付参事官、内閣府政策統括官（経済社会システム担当）付参事官、内閣府大臣官房企画調整課長、内閣官房長官秘書官（事務担当）、内閣官房内閣参事官、内閣府大臣官房参事官、同人事課長、経済社会総合研究所総括政策研究官などを歴任し、経済財政諮問会議の運営等に携わった。
2014年（平成26年）1月10日、内閣府大臣官房総括審議官に就任。同年7月22日、内閣府政策統括官（経済財政分析担当）に就任。
2016年（平成28年）6月、内閣府政策統括官（経済社会システム担当）､（併）規制改革推進室長に就任。
2019年（令和元年）7月9日、内閣府審議官に就任。
2021年（令和3年）9月1日、内閣府事務次官に就任。
2024年（令和6年）7月4日、退職